# 3166 Klondike
3166 Klondike este un asteroid din centura principală, descoperit pe 30 martie 1940 de Yrjö Väisälä.